# Rio Bichigiu
O Rio Bichigiu é um rio da Romênia afluente do Rio Sălăuţa, localizado no distrito de Bistriţa-Năsăud.